# Le Rapace
Pour les articles homonymes, voir Rapace (homonymie).
Pour plus de détails, voir Fiche technique et Distribution.
Le Rapace est un film franco-italo-mexicain réalisé par José Giovanni, sorti le 6 avril 1968. Il est tiré du roman The Vulture de l'auteur écossais John Carrick.

## Synopsis
À Veracruz au Mexique, en 1938, « Le Rital », dit aussi « Le Rapace », fait route à travers ce pays qui n'est pas le sien et s'introduit clandestinement au Guatemala. C'est un aventurier dépourvu de tout idéal, un tueur à gages désabusé, cynique et brutal. Au terme de moult précautions dans ce pays livré à une police omniprésente et toute puissante, il finit par arriver chez ses commanditaires, un groupe de conjurés qui préparent une insurrection.
Sa mission consiste à assassiner le président du pays. Cependant, pour entretenir le mythe du héros révolutionnaire issu du peuple, il est entendu que ce coup d'éclat sera attribué à un étudiant exalté et idéaliste, Miguel, petit-fils d'un ancien président du pays, qui le secondera au cours de l'opération. Ils profiteront d'une visite de l'homme d'État à sa maîtresse Camito pour l'abattre.
Cachés dans une maison en face de la demeure de Camito, les deux hommes attendent, dans un climat tendu. « Le Rapace » ne perd en effet aucune occasion d’exprimer son mépris au jeune homme, qu'il humilie et brutalise en l'appelant constamment « petit héros » ou « chico » (gamin), le ramenant ainsi constamment à son rôle de révolutionnaire d'opérette.
« Le Rapace » tue le président sous les yeux de sa maîtresse mais en épargnant celle-ci car « on ne tire pas sur une femme », témoignant ainsi d'un code d'honneur que son cynisme ne laissait pas prévoir. Puis les deux hommes parviennent à s'enfuir, conformément au plan des conjurés.
« Le Rapace » ignore que ce plan prévoit ensuite son élimination, voire celle de Miguel, et qu'ils devront tous deux défendre chèrement leur peau face à des rebelles qui retournent leur veste quand leur révolution échoue. « Le Rapace » se révèle ainsi aux yeux de Miguel finalement comme le seul honnête homme dans cette histoire tandis que ses camarades, prétendument révolutionnaires mus par la volonté de faire le bien du peuple, ne sont en fait que des politicards, des reîtres brutaux ou de simples bandits en quête de pouvoir.
Mais « Le Rapace » n'est pas pour autant un idéaliste comme il le rappellera durement à Miguel.

## Fiche technique
- Titre : Le Rapace
- Réalisateur : José Giovanni assisté de Marc Monnet
- Adaptation et Dialogues : José Giovanni d'après le roman The Vulture de John Carrick (publié en français sous le titre Le Rapace aux éditions Gallimard)
- Directeur de la photographie : Pierre Petit
- Décors : Jean-Jacques Caziot
- Montage : Kenout Peltier
- Son : René-Christian Forget
- Musique : François de Roubaix (éditions Hortensia) et Los Incas
- Durée : 102 minutes
- Coproduction franco-italo-mexicaine : Sociétés de production P.A.C. (Production artistique et cinématographique) et Valoria Films - Paris ; Dana Produzione - Rome ; Producciones Martes - Mexico
- Directeur de production : Alain Quefféléan
- Producteur délégué : Paul Cadéac

## Distribution
- Lino Ventura : le Rital ou « Le Rapace »
- Rosa Furman : Camito
- Xavier Marc (en) : Miguel Juarez, dit Chico
- Aurora Clavel : Aurora
- Augusto Benedico : Don Calvez
- Marco Antonio Arzate
- René Barrera
- Farnecio de Bernal : le président
- Carlos López Figueroa : Ruiz
- Enrique Lucero (es) : Joachim Bosco

## Autour du film
Limitrophe du Mexique. le pays dans lequel se déroule l'intrigue, en 1938, n'est pas nommé, mais lorsque « Le Rapace » quitte le Mexique, des panneaux à la frontière indiquent les villes de Tegucigalpa et de Guatemala tandis que, plus tard, la voiture officielle du président de ce pays arbore deux drapeaux du Guatemala.
La bande originale du film, composée et dirigée par François de Roubaix, a fait l'objet d'un disque 45 tours sorti en 1968 chez Philips : il comprend sur la face A (2 min 20 s) la chanson « Le Rapace », interprétée par le groupe Los Incas, et sur la face B (3 min 12 s), sur la même plage, les titres Chico et Le Bosco. La version intégrale de la musique du film a été éditée en CD en 2002 : la chanson Le Rapace y est présentée dans son intégralité (4 min 27 s), et les compositions Chico et Le Bosco sont regroupées sous le titre Le Bosco, dans une version plus longue (3 min 53 s). Est ajoutée la composition Le Rital (3 min 53 s).
Le film présente de nombreux anachronismes : l'arme utilisée par « Le Rapace » est une carabine américaine M1, élaborée en 1940 et mise en production en 1942, alors que l'action se passe en 1938 ; la locomotive diesel du train est un modèle des années 1950 ; et le bateau de la scène d'ouverture a manifestement été construit durant les années 1960, etc.

## Tournage
Le film a été tourné dans les studios de Boulogne-Billancourt et les extérieurs au Mexique :
- la forteresse de San Juan de Ulúa de Veracruz
- le pont de la municipalité de Soledad-Doblado, sur le río Jamapa.